# سییارینسکا بانگا
سییارینسکا بانگا (به صربی: Sijarinska Banja) یک منطقهٔ مسکونی در صربستان است که در مدوجا واقع شده‌است. سییارینسکا بانگا ۲٫۲۴ کیلومتر مربع مساحت و ۳۷۶ نفر جمعیت دارد و ۴۵۰ متر بالاتر از سطح دریا واقع شده‌است.